# Кошон
Кошон (фр. Île aux Cochons, т. е. остров свиней) — крупнейший остров западной группы архипелага Крозе. Общая площадь — 67 км². Необитаем.

## География
Остров Кошон расположен на юго-западе Индийского океана. Длина с запада на восток — 10,28 км. Максимальная ширина — 10,17 км.
Кошон сформировался на вулканическом подводным плато около 0,5 млн лет назад и является более молодым из всех островов Крозе. Вулканическая активность продолжалась до 3 тысячелетия до нашей эры. С тех пор на острове сохранилось несколько конусов и остатки пирокластических потоков. Наивысшая точка — гора Ришар-Фуа (770 м).
Климат мягкий океанический с преобладанием северо-западных ветров. Средняя годовая температура держится в промежутке 2,9° C — 7,9° C. Частые ураганные ветры и штормы.

## Природа
Удаленность острова Кошон и других островов Крозе привела к значительным ограничениям в распространённости флоры и фауны. Склоны гор из-за сильных ветров лишены почвы и представляют собой обнажённые пространства. Травянистая растительность, близкая по происхождению к кергеленской, встречается в долинах и низинах. На острове много птиц, в том числе редкие виды пингвинов, буревестников и уток. На побережье останавливаются ластоногие. Своё название Кошон получил благодаря свиньям, которые были выпущены на остров в конце XVIII века и до середины XIX века значительно размножились в отсутствии естественных врагов. В результате свиньи нанесли значительный ущерб местной экологии. Их стадо было ликвидировано только в XX веке.
В наши дни остров Кошон входит в состав Национального заповедника Французских Южных территорий.

## История
Остров был открыт в 1772 году французской экспедицией. В XIX веке на нём останавливались охотники на китов и тюленей. В 1923 году присоединён к владениям Франции.